# Soulja Slim
Soulja Slim (* 9. September 1977; † 26. November 2003 in Gentilly, New Orleans, Louisiana; bürgerlich James Adarryl Tapp, Jr.) war ein US-amerikanischer Rapper aus den Magnolia Projects in New Orleans, Louisiana.

## Karriere
1994 veröffentlichte Slim sein Debütalbum The Dark Side bei Hype Enough Records. Sein damaliger Künstlername war „Magnolia Slim“. 1998 veröffentlichte der Rapper sein Album Give It 2 ’Em Raw bei dem 1994 von Master P gegründete Label No Limit Records unter dem Künstlernamen „Soulja Slim“. Es erreichte Platz 13 der US-Albumcharts und Platz 4 der R&B-Charts. Als Single wurde From What I Was Told ausgekoppelt. Außerdem entstand ein Musikvideo zu dem Lied.
Soulja Slims drittes Album Streets Made Me, das 2001 nach Verbüßen einer Gefängnisstrafe wegen bewaffnetem Raubes erschien, wurde erneut über No Limit Records veröffentlicht. Im Anschluss daran gründete der Rapper sein eigenes Label Cut Throat Records, das er Ende 2002 als Plattform zur Veröffentlichung des Albums Years Later nutzte. 2003 erschien Slims letztes Album Years Later … A Few Months After, auf dem sich unter anderem die Single I’ll Pay for It befindet.
Am 26. November 2003 wurde Tapp auf dem Weg zu einem Konzert vor dem Haus seiner Mutter in New Orleans’ 8th Ward erschossen. Dabei wurde er von zwei Kugeln in die Brust und drei Kugeln in den Kopf getötet.
Seinen größten Hit hatte Soulja Slim erst posthum. Mit dem Rapper Juvenile hatte er begonnen, den Track Slow Motion aufzunehmen. Nach seinem plötzlichen Tod wurde die Single ohne ihn fertiggestellt und 2004 unter „Juvenile feat. Soulja Slim“ veröffentlicht. Der Rapsong erreichte Platz 1 der US-Charts und Platz 2 der R&B-Charts.

## Diskografie

### Alben
| Jahr | Titel Musiklabel                                             | Höchstplatzierung, Gesamtwochen, AuszeichnungChartplatzierungen (Jahr, Titel, Musiklabel, Platzierungen, Wochen, Auszeichnungen, Anmerkungen) | Höchstplatzierung, Gesamtwochen, AuszeichnungChartplatzierungen (Jahr, Titel, Musiklabel, Platzierungen, Wochen, Auszeichnungen, Anmerkungen) | Anmerkungen                             |
| Jahr | Titel Musiklabel                                             | US | R&B | Anmerkungen                             |
| ---- | ------------------------------------------------------------ | --- | --- | --------------------------------------- |
| 1998 | Give It 2 Em Raw No Limit Records                            | US13 (10 Wo.)US | R&B4 (18 Wo.)R&B | Erstveröffentlichung: 19. Mai 1998      |
| 2001 | The Streets Made Me No Limit Records                         | US188 (1 Wo.)US | R&B42 (12 Wo.)R&B | Erstveröffentlichung: 7. August 2001    |
| 2003 | Years Later Cut Throat Committy Records                      | — | R&B72 (5 Wo.)R&B | Erstveröffentlichung: 24. Dezember 2002 |
| 2003 | Years Later … A Few Months After Cut Throat Committy Records | — | R&B44 (9 Wo.)R&B | Erstveröffentlichung: 26. August 2003   |

Weitere Alben
- 1994: Soulja fa Lyfe (als Magnolia Slim; Hype Enough Records)
- 1995: Darkside (EP; als Magnolia Slim; Hype Enough Records)
- 2000: Raw & Uncut: Volume 1 (Keyz Entertainment)
- 2006: Greatest Hitz (Kompilation; Clematis)

### Singles
| Jahr | Titel Album                | Höchstplatzierung, Gesamtwochen, AuszeichnungChartplatzierungen (Jahr, Titel, Album, Platzierungen, Wochen, Auszeichnungen, Anmerkungen) | Höchstplatzierung, Gesamtwochen, AuszeichnungChartplatzierungen (Jahr, Titel, Album, Platzierungen, Wochen, Auszeichnungen, Anmerkungen) | Anmerkungen                                                   |
| Jahr | Titel Album                | US | R&B | Anmerkungen                                                   |
| ---- | -------------------------- | --- | --- | ------------------------------------------------------------- |
| 2004 | Slow Motion Juve the Great | US1 Gold · (28 Wo.)US | R&B2 (36 Wo.)R&B | Erstveröffentlichung: Februar 2004 Juvenile feat. Soulja Slim |

Weitere Singles
- 1998: From What I Was Told
- 2001: Get Cha Mind Right
- 2003: I’ll Pay for It
- 2003: Lov Me, Lov Me Not / U Bootin Up
- 2003: Feel Me Now